# Milioner (film 1963)
Milioner (ros. Миллионер) – radziecki krótkometrażowy film animowany z 1963 roku w reżyserii Witolda Bordziłowskiego i Jurija Prytkowa. Film oparty na wierszu Siergieja Michałkowa.
Film wchodzi w skład serii płyt DVD Animowana propaganda radziecka (cz. 1: Amerykańscy Imperialiści).

## Opis
Film pokazuje jak dziedziczący ogromną fortunę pies dzięki pieniądzom zostaje Senatorem USA. 

## Przesłanie
Film miał przekonać odbiorców, iż na Zachodzie spadkobiercą milionerki może stać się jej pies; a odziedziczony majątek zrobi z niego kolejnego gnębiciela uczciwych i prostych robotników.

## Animatorzy
Władimir Bałaszow, Anatolij Pietrow, Władimir Karp, Natalija Bogomołowa, Witalij Bobrow, Leonid Nosyriew, Jelizawieta Komowa, Jelena Chłudowa, Iwan Dawydow, Jelena Wierszynina